# Ribes formosanum
Ribes formosanum là một loài thực vật có hoa trong họ Grossulariaceae. Loài này được Hayata miêu tả khoa học đầu tiên năm 1906.